# Action Jackson
Action Jackson è un film del 1988 diretto da Craig R. Baxley con Carl Weathers, Vanity, Craig T. Nelson e Sharon Stone.
Il film negli Stati Uniti è uscito il 12 febbraio 1988.

## Trama
Il sergente della polizia di Detroit, Jericho Jackson, meglio conosciuto come “Action Jackson”, viene degradato a causa del suo coinvolgimento nell'arresto del figlio del businessman Peter Dellaplane. Dopo circa due anni Action Jackson, comincia ad investigare per conto proprio sulla morte di alcuni componenti dei sindacati della compagnia di Dellaplane. Jackson è accompagnato dall'amante di Dellaplane, Sydney Ash, cantante dipendente dall'eroina, successivamente è incastrato anche nell'omicidio della moglie di Dellaplane, Patrice, uccisa dopo aver scoperto il complotto e chiesto aiuto a Jackson. Jackson, nelle sue indagini, è anche aiutato da Dee, che lo aiuta con informazioni finanche a trovargli il modo per incrociare Dellaplane. Nello scontro finale, di poco successivo al tentativo di Dellaplane di uccidere il leader del sindacato, Jackson riesce a uccidere Dellaplane, riguadagnandosi il suo grado di tenente. Inoltre inizia una relazione con Sydney, che nel frattempo ha smesso con l'eroina.